# Lungotevere delle Armi
Il lungotevere delle Armi è il tratto di lungotevere che collega piazza Monte Grappa a piazza delle Cinque Giornate, a Roma, nel quartiere Della Vittoria.
A ridosso del lungotevere vi era una piazza, oggi scomparsa, destinata ad esercitazioni militari (da cui il nome del lungotevere): in quest'area si accampò nel 1906 Buffalo Bill con il suo circo; sempre in questo spazio Léon Delagrange fece i suoi esperimenti di volo e nel 1911 vi si tenne un'esposizione per celebrare i 50 anni dell'unità d'Italia.

## Architettura
Il lungotevere delle Armi è caratterizzato dalla presenza di alcuni villini la cui architettura è un misto di elementi rinascimentali e barocchi, secondo una moda in voga tra il 1909 e il 1911, edificati in occasione del Concorso Nazionale di architettura dell'esposizione per i 50 anni del Regno d'Italia; alcuni edifici realizzati all'epoca sono stati successivamente demoliti.

## Villini
- Villino Rossellini
- Villino Brasini (Arch. Giuseppe Astorri, 1911)
- Villino Campos (Ing. Giovan Battista Milani, 1911)